# 6517 Buzzi
A 6517 Buzzi (ideiglenes jelöléssel 1990 BW) egy kisbolygó a Naprendszerben. Eleanor F. Helin fedezte fel 1990. január 21-én.